# Oscar Brun
Oscar Brun (født 6. januar 1851 på Lindersvold, død 25. august 1921 i Humlebæk) var hofjægermester, landstingsmedlem og ejer af Krogerup gods i Humlebæk samt Sædingegård.
Oscar Brun var søn af Fritz Brun og Vilhelmine Brun, f. Frølich og overtog Krogerup 1888. Han blev gift med Ida Charlotte Sophie Tesdorph (f. den 27. okt. 1851 på Orupgård i Idestrup – d. 1939, datter af Edward Tesdorpf) den 3. juli 1874 i Idestrup Kirke, men da Krogerup var forgældet, var der ingen af arvingerne, der havde mulighed for at overtage godset, hvorfor det efter Ida Tesdorphs død blev solgt til Statens Jordlovsudvalg i 1942.
Oscar Brun var medlem af Landstinget 1892-1902. Han var desuden medlem af administrationen for Ringsted Kloster og Det Bügelske Fideicommis, bestyrelsesformand for Frejr, medlem af bestyrelsen for Foreningen for landøkonomisk Fjerkræavl, medlem af Landsudvalget for Anvendelse af udenlandske Landarbejdere. Desuden medlem af Maribo Amtsråd, af Maribo Stiftsmuseums bestyrelse og af tilsynsrådet i Landbygningernes Brandforsikring. Formand for værgerådet i Nebbelunde Sogn og Sædding Sogn.
Humlebæk Station blev i 1897 anlagt på et stykke jord foræret af Oscar Brun.
Oscar Bruns Vej i Humlebæk er opkaldt efter ham. Tilsvarende findes der en Ida Tesdorphs Vej.
Oscar Brun var Ridder af Dannebrog.